# Star Trek: Bridge Commander
Star Trek: Bridge Commander est un jeu vidéo de simulation de combat spatial développé par Totally Games et édité par Activision, sorti en 2002 sur Windows.

## Accueil
- GameSpot : 8,2/10[1]